# Discografia dei Mobb Deep
Discografia dei Mobb Deep.

## Album
| Album Ufficiali                                            |
| ---------------------------------------------------------- |
| Juvenile Hell - Data di pubblicazione: 13 aprile 1993      |
| The Infamous - Data di pubblicazione: 25 aprile 1995       |
| Hell on Earth - Data di pubblicazione: 19 novembre 1996    |
| Murda Muzik - Data di pubblicazione: 27 aprile 1999        |
| Infamy - Data di pubblicazione: 11 dicembre 2001           |
| Amerikaz Nightmare - Data di pubblicazione: 10 agosto 2004 |
| Blood Money - Data di pubblicazione: 2 maggio 2006         |

Album solisti
- 2000 - 14 novembre: H.N.I.C. (album solista di Prodigy)
- 2006 - 11 settembre: The Kush (album solista di Havoc)
- 2007 - 27 marzo: Return of the Mac (album solista di Prodigy)
- 2008 - H.N.I.C. pt.2 (album solista di Prodigy)
- 2008 - Product of the 80's(album solista di Prodigy con membri della Infamous Mobb)
- 2009 - 23 febbraio: Hidden Files (album solista di Havoc)

Raccolte
=Mixtapes=
- 2003 - Free Agents: The Murda Mix Tape

## Singoli
Da Juvenile Hell
- 1992 - Peer Pressure
- 1993 - Hit It from the Back

 Shook Ones 
- "Shook Ones"

singolo promozionale, rappresenta il debutto dei Mobb Deep su Loud Records.
Da The Infamous
- 1995 - Shook Ones Pt. II
- 1995 - Survival of the Fittest
- 1995 - Temperature's Rising

Still Shinin'
- "Still Shinin'"

singolo promozionale, poi inserito in Hell on Hearth
Dalla colonna sonora di Sunset Park (L'allenatrice)
- 1996 - Back at You / Elements I'm Among

il singolo conteneva una a-side, "Back at You", dei Mobb Deep e una b-side di Queen Latifah, "Elements I'm Among", canzone anch'essa presente nella colonna sonora del film.
Da Hell on Hearth
- "Drop a Gem on 'Em"
- "Front Lines (Hell on Earth)"
- "G.O.D. Pt. III"

Dalla colonna sonora di Hoodlum
- "Hoodlum"

Da Murda Muzik
- "Quiet Storm"
- "Quiet Storm (Remix)"
- "It's Mine"
- "U.S.A. (Aiight Then)"

 Da Infamy 
- "Burn"
- "Hey Luv (Anything)"
- "Get Away"
- "Pray for Me"

Da Free Agents - The Murda Mixtape
- "Solidified"
- "The Illest"
- "Double Shots"

Gangstaz Roll
- "Gangstaz Roll"

Singolo del 2003 che rappresenta il debutto su Jive Records.
Da Amerikaz Nightmare
- "Got It Twisted"
- "Real Gangstaz"
- "Throw Your Hands (In the Air)"
- "Win or Lose"

Outta Control
- "Outta Control"

singolo di 50 Cent da The Massacre, comparso come bonus track sull'album dei Mobb Deep, Blood Money
 Da Blood Money 
- 2006 - "Have A Party"
- 2006 - "Put Em In Their Place"
- 2006 - "Give It to Me" (Feat. Young Buck)
- 2006 - "Creep"

 Album video 
- 2006 - Life Of The Infamous... - The Videos DVD

Video musicali
Da Infamy (2001)
2001 - Get Away/Hey Luv (Anything)